# 维克托·阿提耶
维克托·乔治·阿提耶（英語：Victor George Atiyeh，1923年2月20日—2014年7月20日），为美国共和党籍政治人物，于1979至1987年间担任俄勒冈州州长。阿提耶是美国历史上第一位当选州长的叙利亚裔政治人物，亦是第一位具有中东血统的州长。
阿提耶于1978年击败了现任民主党籍州长鲍勃·斯特劳布首次成功当选，后于1982年以61.6%的得票率击败了挑战者特德·库隆戈斯基再度当选，是32年来双方得票率相差最为悬殊的一次。在当选州长之前，阿提耶从1959年开始在俄勒冈州议会担任议员。他先是担任州众议员，后转任州参议员。
截至2023年，阿提耶是最后一位担任俄勒冈州州长的共和党人。

## 早年生活
维克托·阿提耶的父母是乔治·阿提耶和琳达·阿斯利，他们分别从叙利亚哈桑和黎巴嫩贝鲁特移民至美国。为了参与其兄弟阿齐兹的地毯生意，乔治·阿提耶于1898年从埃利斯岛移居至俄勒冈州。阿提耶母亲的家族隶属于安提阿东正教教会，但阿提耶本人加入了圣公会。
阿提耶成长在俄勒冈州波特兰，并先后就读于霍拉迪小学与华盛顿高中。后来他进入了位于尤金的俄勒冈大学就读，在此期间他在俄勒冈鸭橄榄球队担任后卫，并担任美国童军的地区领导。不过由于他父亲去世的缘故，阿提耶在大学仅就读两年便辍学了，转而接手其家族的地毯生意。

## 职业生涯
维克托·阿提耶于1959年至1964年间担任来自华盛顿县的州众议员，后于1965年至1978年间担任来自第九选区的州参议员。

### 俄勒冈州州长
阿提耶于1974年首次参选州长，但输给了民主党人鲍勃·斯特劳布。不过他于1978年再度参选州长，他先是在初选中击败了前州长汤姆·麦考尔，后于决选中以55%的得票率击败了斯特劳布，成为了美国历史上第一位当选州长的阿拉伯裔。
1982年，阿提耶再度参选连任。他在决选中以61.4%的得票率击败了民主党籍的对手特德·库隆戈斯基，是32年来差距最为悬殊的一次州长选举。在此次选举中，阿提耶赢得了俄勒冈州的全部36个县。

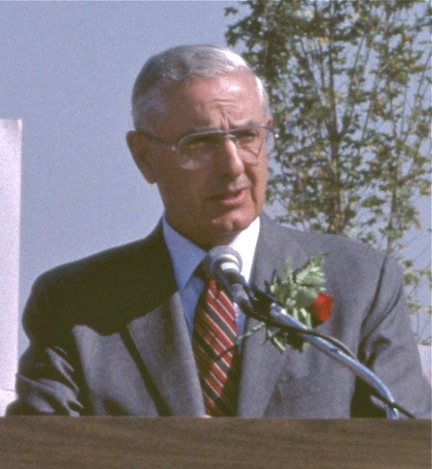
1986年的阿提耶

在担任州长期间，阿提耶为俄勒冈州传统渔业及木材贸易行业制定了新的公共安全计划。此外为鼓励俄勒冈州的产业多元化，他还于日本东京开设了贸易办事处，这也是俄勒冈州第一个海外贸易办事处。他同时还发起了一项全球旅游倡议，并致力于将哥伦比亚河峡谷打造为国家风景保护区。由于他在俄勒冈州商业发展方面做出的贡献，阿提耶赢得了“商人维克”的美称。
在阿提耶的帮助下，俄勒冈州建立了一个服务范围覆盖全州的食品银行，亦是全美首个。此外阿提耶还致力于提高民众对酒后驾车危害的认识，并签署了多项防治酒驾的法律。他还曾担任共和党州长协会主席，并于1984年共和党全国代表大会期间给罗纳德·里根总统担任议场领袖。

### 志工及慈善服务
阿提耶与总部位于福里斯特格罗夫的太平洋大学保持着长期合作关系，他于该学校担任受托人和名誉受托人，后于1996年获得了这所大学的名誉博士学位。2011年，阿提耶向太平洋大学捐赠了大量的个人物品作为纪念。

### 后续的职业生涯
卸任州长后，阿提耶曾担任国际贸易顾问。2006年，阿提耶与前州长约翰·基茨哈伯及现任州长特德·库隆戈斯基一道发起了一项支持第49条提案的活动。在此次活动中，阿提耶获得了由耐克集团CEO菲尔·奈特提供的十万美元捐款。

## 个人生活

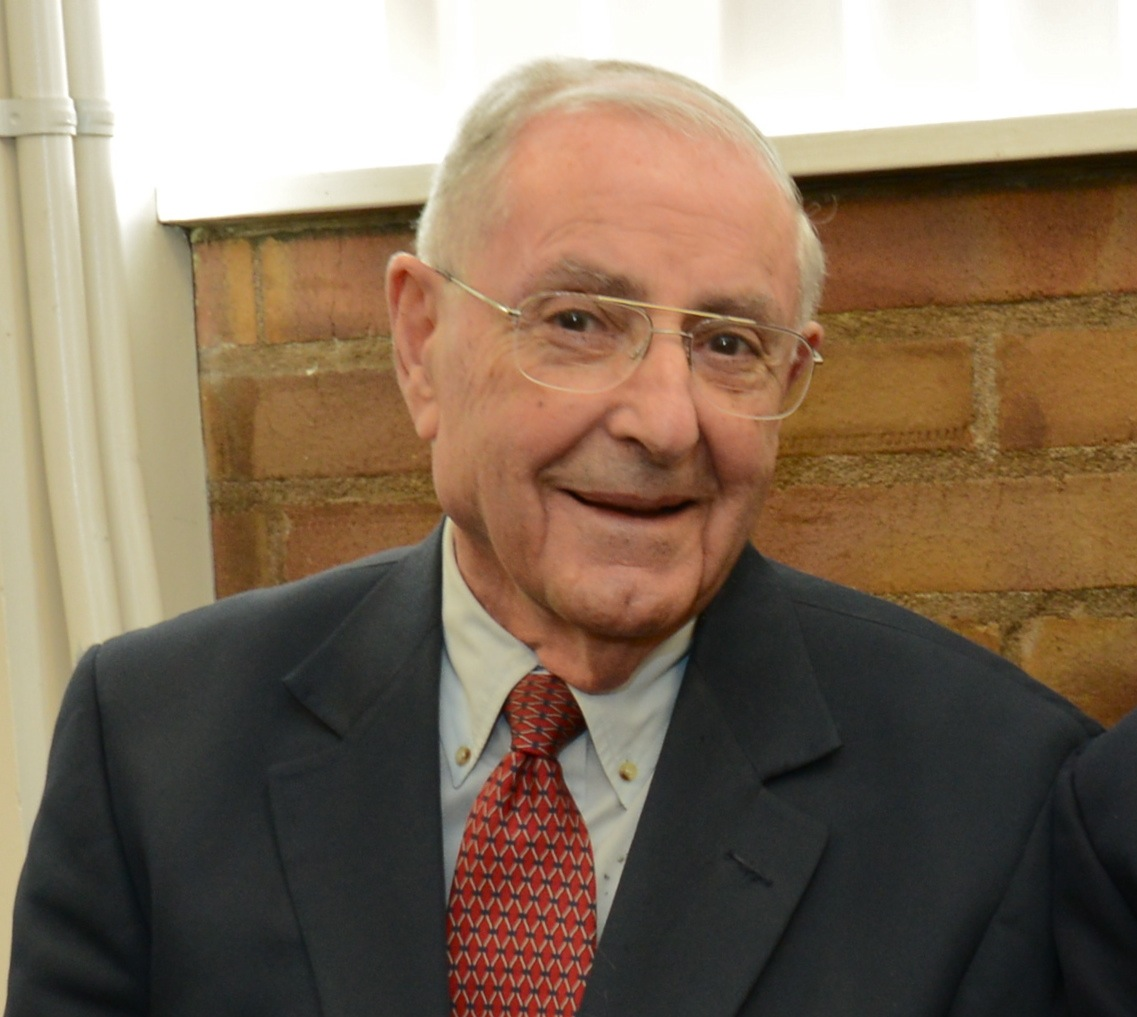
2012年的阿提耶

维克托·阿提耶和他的妻子多洛雷斯·阿提耶于1944年7月5日结婚，两人婚后居住在波特兰。这对夫妇共育有两名子女，他们分别为汤姆和苏珊娜。多洛雷斯于2016年8月29日在波特兰逝世，享耆寿92岁。

### 健康问题及逝世
2005年8月31日，阿提耶接受了冠状动脉旁路移植手术。而在此之前，阿提耶因为胸痛自行驾车前往医院就医。根据其发言人的说法，阿提耶在开车前往医院的途中甚至停下来加油以减少因油价上涨所造成的损失，颇有财政保守主义之风范。在术后几周内，阿提耶又因呼吸急促及手臂疼痛再度短暂住院治疗。
2014年7月5日，阿提耶因不慎在家中跌倒被送进医院接受内出血治疗。在短暂出院期间，阿提耶又因对止痛药产生不良反应而再度被送进了医院。阿提耶最终于2014年7月20日因肾衰竭逝世，享耆寿91岁。